# Федосовский
Федосовский — обезлюдевший хутор в Нехаевском районе Волгоградской области России, в составе Нижнедолговского сельского поселения.
Население - 0 (2010).

## История
Хутор Федосов обозначен на карте Шубрета 1826-1840 годов. Хутор входил в юрт станицы Луковской Хопёрского округа Области Войска Донского. В 1859 году на хуторе проживали 120 душ мужского и 112 женского пола.
Согласно переписи 1873 года на хуторе проживали 190 мужчин и 196 женщин, в хозяйствах жителей насчитывалось 157 лошадей, 159 пар волов, 529 голов прочего рогатого скота и 821 овца. Согласно переписи населения 1897 года на хуторе проживали 228 мужчин и 245 женщин. Большинство населения было неграмотным: грамотных мужчин — 53 (23,2 %), женщин — 14 (5,7 %).
Согласно алфавитному списку населённых мест Области Войска Донского 1915 года земельный надел хутора составлял 1640 десятин, проживало 295 мужчин и 306 женщин, на хуторе имелись хуторское правление и приходское училище.
С 1928 года хутор в составе Нехаевского района Нижневолжского края. Хутор входил в состав Нижнедолговского сельсовета.

## География
Хутор расположен в пределах Калачской возвышенности, относящейся к Восточно-Европейской равнине, на реке Тишанке, при устье балки Голой, на высоте около 150 метров над уровнем моря. Рельеф местности - холмисто-равнинный, сильно расчленённый овражно-балочной сетью. Почвы - чернозёмы обыкновенные
Хутор расположен между хуторами Нижнедолговский (на юге) и Березняговский (на севере).
Часовой пояс
Федосовский, как и вся Волгоградская область, находится в часовой зоне МСК (московское время). Смещение применяемого времени относительно UTC составляет +3:00.

## Население
Динамика численности населения по годам:
| 1859 | 1873 | 1897 | 1915 | 1989 | 2002 |
| ---- | ---- | ---- | ---- | ---- | ---- |
| 232  | 386  | 473  | 601  | ≈50  | 6    |

| 2010 |
| ---- |
| 0    |